# Gerald Ganglbauer

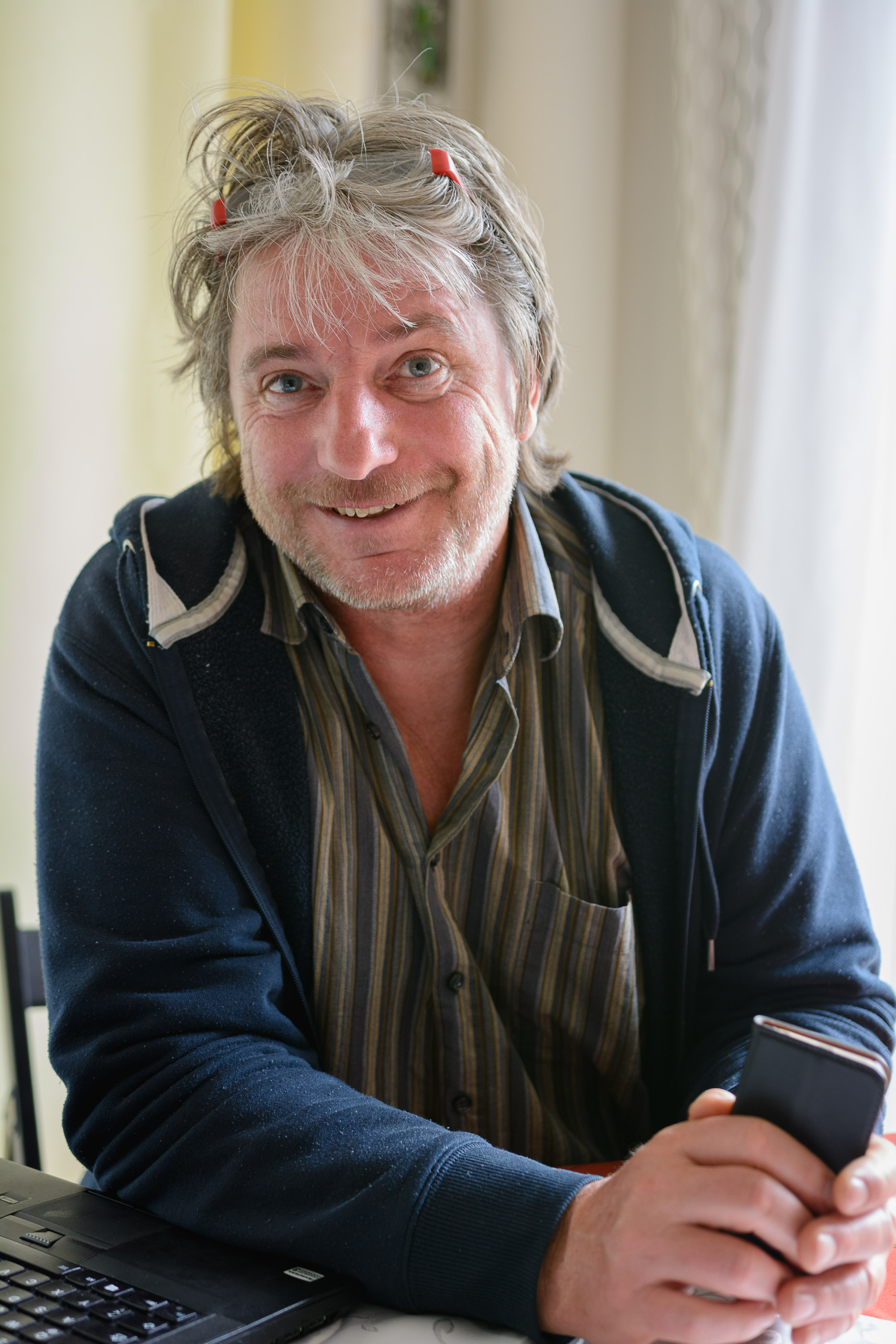
Gerald Ganglbauer 2017

Horst Gerald Ganglbauer (* 24. Februar 1958 in Graz, Österreich) ist ein österreichischer Autor und Verleger, der auch die australische Staatsbürgerschaft  besitzt. Im Alter von 48 Jahren erhielt er die Parkinson-Diagnose und ist seitdem Botschafter für Parkinson-Selbsthilfegruppen.

## Lebensweg
Gerald Ganglbauer studierte Kommunikationswissenschaft, Journalismus, Mediensoziologie und weitere Themengebiete an der Universität Graz mit dem Abschluss Akademischer Medienfachmann. 2006 erhielt er ein Diplom mit Auszeichnung in Informationstechnologie am Sydney Institute of Technology (SIT). 1984 gründete er den unabhängigen Gangan Verlag zusammen mit seiner Frau Petra Ganglbauer in Graz. Nach der Scheidung war er für einige Jahre in Wien, von 1989 bis 2013 war er in Sydney und Perth, Australien, mit doppelter Staatsbürgerschaft und wurde neben bekannten Namen wie Arnold Schwarzenegger und Johann Lafer als einer von mehreren Top Auslandssteirern geführt. Seit 2013 lebt er in Stattegg-Ursprung (Graz-Umgebung).

## Verleger

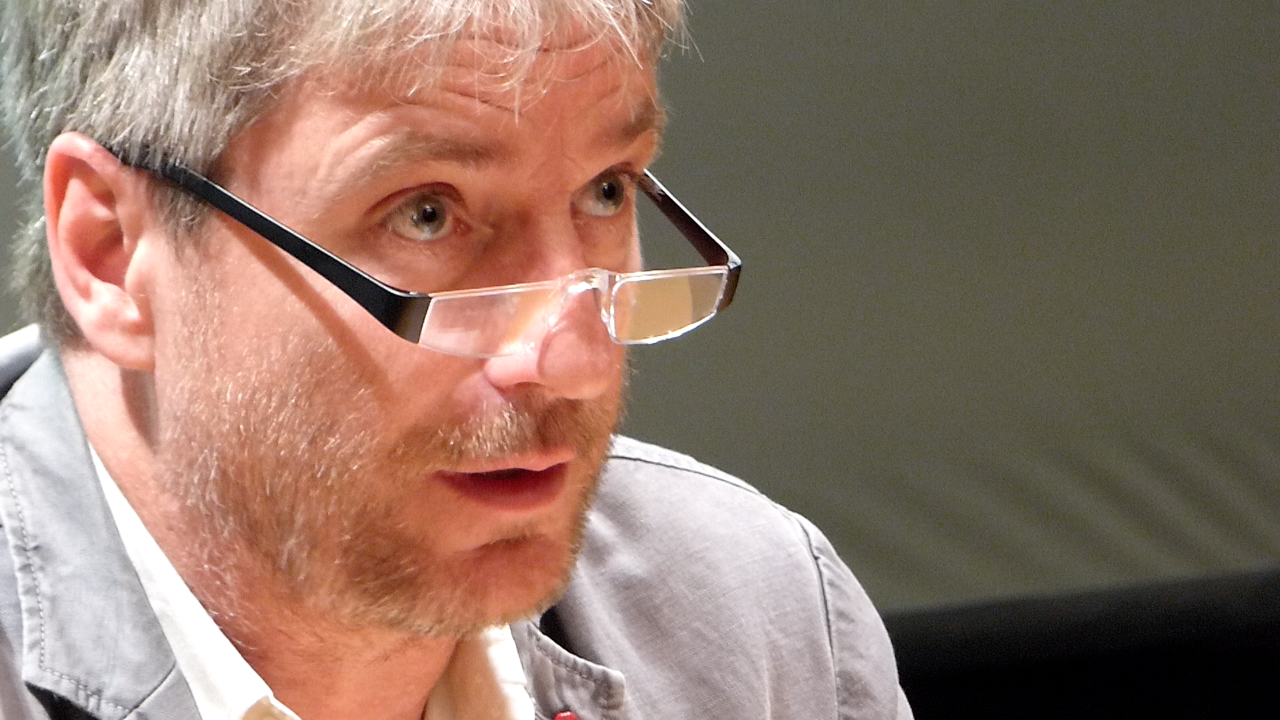
Gerald Ganglbauer liest in der Alten Schmiede, Wien

1982/83 war er Mitbegründer und Herausgeber der Literaturzeitschrift perspektive, 1987/88 Chefredakteur des Literaturjournals gangan viertel, ZeitSCHRIFT über Literatur. 1992 war er gemeinsam mit Andreas Puff-Trojan Herausgeber von Textwechsel und veröffentlichte von 1996 bis 2019 das internationale Literaturmagazin Gangan Lit-Mag. 2001 entwickelte er die Gangart Awards, einen interkulturellen Wettbewerb für Künstler und Kunstwerke im Internet. Die Auszeichnungen wurden bis 2005 verliehen, mussten aber wegen seiner Erkrankung eingestellt werden. Der Gangan Verlag veröffentlichte zehn Jahre lang Bücher in gedruckter Form, danach elektronisch, seit 2014 wieder gedruckt und gebunden bis zu seiner endgültigen Einstellung im Jahr 2021. 50 GANGAN Lit-Mag Ausgaben, online und in print, und ebenso viele Buchtitel wurden dem Franz-Nabl-Institut für Literaturforschung übergeben.

## Aktivist
Ganglbauer war Mitglied in lokalen Aktionsgruppen und wurde zum Vorsitzenden des Ultimo Precinct Committee in Sydney gewählt. Er gründete das Forum Austrians Abroad (2004) und war von 2007 bis 2014 Vorstandsmitglied des Auslandsösterreicher-Weltbundes (AÖWB). Außerdem war er Obmann der Free Beach Action NSW, einer Lobbygruppe für Freikörperkultur in New South Wales. Bei den Gemeinderatswahlen 2015 in seiner neuen Heimatgemeinde Stattegg kandidierte er für Die Grünen und ist nun Gemeinderat.

## Parkinson-Krankheit

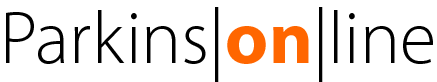
Gerald Ganglbauers PON (Parkinsonline, die freundliche Selbsthilfe)

2006 erhielt Gerald Ganglbauer die Diagnose des Frühstadiums von Parkinson, was ihn bereits im Alter von unter 50 Jahren zum Eintritt in den Ruhestand zwang. Nach diesem dramatischen Schnitt in seinem Leben wurde er in der Parkinson Selbsthilfe in Österreich ebenso wie bei der Parkinson's NSW Inc. in New South Wales aktiv. Trotz seiner Krankheit wurde er 2010 als Direktor des AÖWB wiedergewählt. Er baute in Zusammenarbeit mit dem Wiener Neurologen Willibald Gerschlager die österreichische Parkinsonberatung auf und betreute sie von Juni 2007 bis Dezember 2010.  Auf Skype gründete Ganglbauer im August 2010 die IM Gruppen Parkins(on)line.
Darüber hinaus gründete er Parkinson-Selbsthilfegruppen in Sydney und in Graz. Aus der Grazer Gruppe wurde ein eingetragener Verein, als dessen erster Präsident Ganglbauer im März 2014 gewählt wurde. Aus gesundheitlichen Gründen wurde der Verein 2023 freiwillig aufgelöst. Als Betroffener verfasste er einen Beitrag über die Parkinson-Krankheit für das Buch von Gerschlager und schreibt in seinen Autobiografien Ich bin eine Reise und Kopfbahnhof über die langsame Entwicklung der Krankheit.

## Parkinsong-Projekt

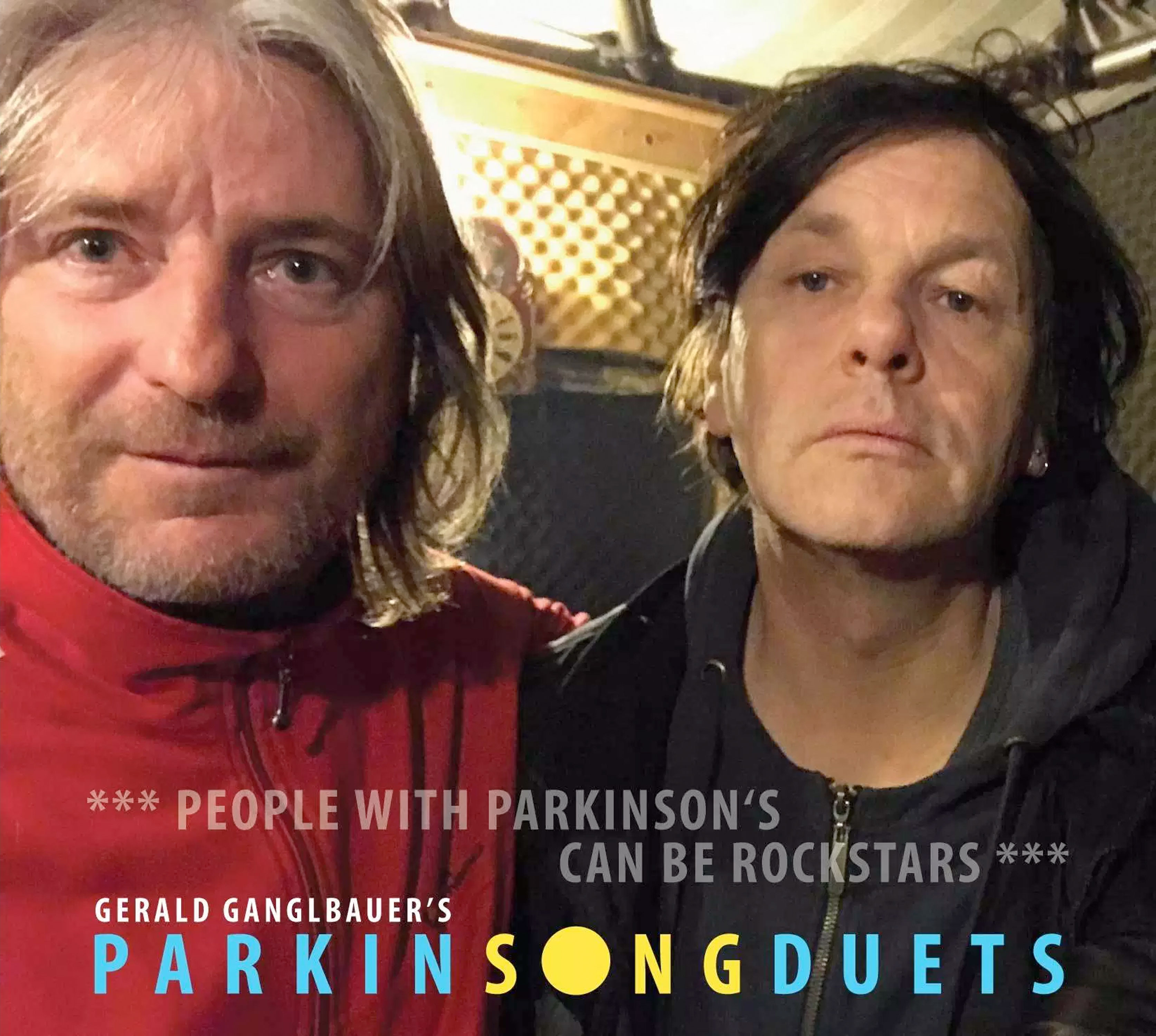
Gerald Ganglbauer's Parkinsong Duets

Im Jahr 2016 inspirierte Ganglbauer die Teilnahme am 4. World Parkinson Congress (WPC) in Portland zur Gründung von parkinsong.org, einem Musikprojekt mit Rockmusikern und Parkinson-Betroffenen. 2019 produzierte er Parkinsong Duets, das erste Album mit 12 Duetten, das am 5. WPC in Kyoto präsentiert wurde. Mit dem Reinerlös wurde ein öffentlich ausgeschriebener Preis für besondere Leistungen in der Parkinson-Forschung finanziert. Der mit € 10.000,00 dotierte Parkinsong Award wurde Anfang 2020 vergeben. Im Jahr 2021 erschien die zweite CD, eine Aufnahme des Parkinson Blues von Stefan Weber inmitten der Pandemie, die von Gerald Ganglbauer & Badhoven im Lässerhof live gestreamt worden war. Die Präsentation mit gleichzeitiger Vergabe von 20 Reisestipendien im Wert von € 10.000,00 erfolgte beim 6. WPC 2023 in Barcelona.

## Village Jazz Festival
Gerald Ganglbauer hat viele Begabungen, das Nichtstun gehört nicht dazu. Und um etwas Neuartiges auf die Beine zu stellen und frischen musikalischen Wind in die ländliche Stadt-Peripherie zu bringen, veranstaltete der Autor und Verleger das 1. Village Jazz Festival in Stattegg, das bei freiem Eintritt stattfand, schrieb Bernd Melichar in der Kleinen Zeitung. Dieses Zitat findet sich auf der Rückseite des Village Jazz Live Albums, das Ganglbauer aus Mitschnitten von Großmütterchen Hatz (Wien), Tori Freestone (London) und Lukas Kleemairs LUTrio (Graz) vom ersten Jazzfestival produziert hatte. Ganglbauer gründete das Festival 2022 als Gemeinderat in Stattegg und kuratierte und organisierte es drei Jahre lang, mit Auftritten von Tribal Dialects (Graz), Martin Listabarth Trio (Wien), Eran Har Even (Amsterdam), Café Drechsler (Wien) und zuletzt im 2024 mit Karlheinz Miklin Jr. Following Footsteps, dem Achim Kirchmair Trio feat. David Jarh und dem Fagner Wesley Quartet (Wien).

## Veröffentlichungen

### Veröffentlichungen in englischer Sprache
- Evading the jaws of giants, Independent publishing in Austria. Editions Review, Sydney und Melbourne 1990.
- Multicultural Publishing: How hard is it to do in Australia? Carnivale Literary Festival, Sydney 2001.
- Publishing My Way. National Young Writers Festival, Newcastle 2002.
- Cyberspace (Die Verbundenheit der Differenz: Kommunikation ohne Grenzen). TUAC Wien 2003.
- Virtual Communities (Virtuelle Gemeinschaften). IRICS Wien 2005.
- World ID – no place is home anymore. "V" Identities, Bregenz 2011.
- Gerald Ganglbauer's Parkinsong Duets. ATS Records, Molln 2019.
- Gerald Ganglbauer & Badhoven: Parkinson Blues. Parkinsong, Stattegg 2021.

### Veröffentlichungen in deutscher Sprache
- Stop-Over (Ich bin eine Reise). Die Rampe XVIII.2, Linz 1992.
- Halbe Österreicher. ROTWEISSROT, Wien 1996.
- Der ganz langsame Abstieg. In: Willibald Gerschlager: Parkinson. Ursachen, Diagnose, Verlauf und Therapieoptionen. Maudrich, Wien 2008.
- Ich bin eine Reise. Eine autobiografische Montage über Leben, Liebe, Leidenschaft – und Parkinson. Gangan, Stattegg-Ursprung 2014, ISBN 978-3-900530-24-2
- Einunddreißig. Ein Mann, 30 Frauen, Parkinson-Medikamente und eine Liebesgeschichte. Gangan, Stattegg-Ursprung 2015, ISBN 978-3-900530-31-0
- Geografie der Liebe. Stationen, Begegnungen, Transit Zonen, Life and Times: die Generation der Baby-Boomer. Gangan, Stattegg-Ursprung 2016, ISBN 978-3-900530-33-4
- Scheißparkinson In: Willibald Gerschlager: Parkinson. Der Ratgeber für Betroffene und Angehörige. Maudrich, Wien 2017, ISBN 978-3-99002-034-0
- Korrespondenzen auf Papier. Gangan, Stattegg-Ursprung 2018, ISBN 978-3-900530-45-7
- Kopfbahnhof. Leben mit Young Onset Parkinson. Gangan, Stattegg-Ursprung 2020, ISBN 978-3-900530-34-1
- Gangway Kulturmagazin: Die Stattegger Jahre. Gangan, Stattegg-Ursprung 2021, ISBN 978-3-900530-47-1
- Gangway Music Reviews: Aus Liebe zur Musik. Gangan, Stattegg-Ursprung 2021, ISBN 978-3-900530-43-3